# 牛痘

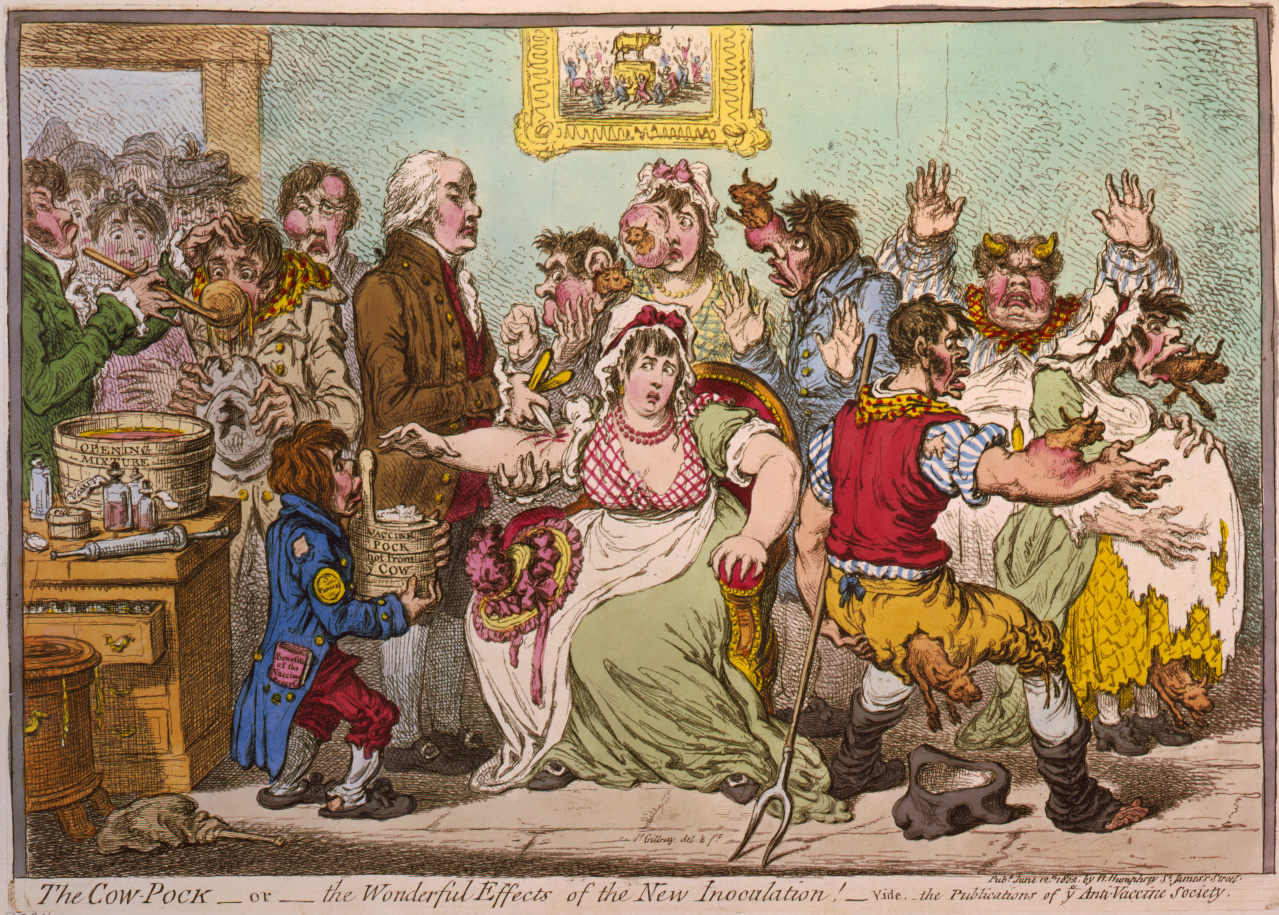
ジェームズ・ギルレーによる、当時の巷説を反映した風刺画（1802年）。種痘を受けた人々の体から牛が生えている。

牛痘（ぎゅうとう、英: cowpox）は、牛痘ウイルス感染を原因とする感染症。

## 概要
牛痘ウイルスはポックスウイルス科オルソポックスウイルス属に属するDNAウイルスであり、ネコ科動物、ヒト、牛など種々の動物を宿主とする。ネコ科動物では感受性が高い。症状として丘疹、結節、水疱、膿疱を形成する。
ヒトでは症状が軽く、瘢痕も残らず、しかも近縁である天然痘ウイルスに対する免疫を獲得できるので、18世紀末にエドワード・ジェンナーにより種痘に用いられていたと思われていた。
天然痘ウイルスが牛痘ウイルスと同じポックスウイルス科オルソポックスウイルス属に属しているためで、牛痘ウイルスと天然痘ウイルスのDNA塩基配列も酷似していることが判明している。
しかし、1930年代以降の研究で、天然痘ウイルスと牛痘ウイルスには交差免疫の作用はなく、種痘に用いられているのは全く別のウイルスによるものと判明し、後にワクチニアウイルスと命名された。このワクチニアウイルスの由来について、様々な研究がなされてきた。この中で、牛痘ウイルスが継代されていく間に変異し、ワクチニアウイルスとなったと考えられていた時期もあったが、2013年にモンゴルで採取された馬痘ウイルスのゲノム解析をした結果、種痘に用いられたワクチニアウイルスと馬痘ウイルスのそれが99.7%一致し、馬痘ウイルスもしくはその近縁のウイルスであることがわかった。つまり、ジェンナーの種痘はたまたま馬痘ウイルス（またはその近縁種）が感染した牛を種痘として利用した結果生まれた偶然の産物であり、種痘に牛痘ウイルスは関係していなかったことになる。ただし、ジェンナー自身も牛痘は馬の関節にできる「グリース」という病気がたまたま牛にうつり発症すると考えていたため、馬由来の病気から牛痘が生まれると理解していた可能性もある。